# 모리타 요시미쓰
모리타 요시미츠(일본어: 森田 芳光1950년 1월 25일 ~ 2011년 12월 20일)는 일본의 영화감독이다. 2011년 12월 20일, 급성간부전증으로 61세의 나이에 사망하였다.

## 작품
- 가족 게임 (1983년)
- 슬픈 색이네 (1988년)
- 실락원 (1997년)
- 39: 형법제39조 (1999년)
- 검은 집 (1999년)
- 모방범 (2002년)
- 아수라의 고토쿠 (2003년)
- 괭이갈매기 (2004년)
- 마미야 형제 (2006년)
- 남쪽으로 튀어 (2007년)
- 츠바키 산주로 (2007년)
- 내가 줄께 (2009년)
- 무사의 가계부 (2010년)
- 우리들의 급행 A열차로 가자 (2012년)